# Kunstigt neuralt netværk
 For alternative betydninger, se Netværk.
Kunstige neurale netværk (KNN, engelsk ANN) er modeller, der er mere eller mindre inspireret af biologiske neurale netværk. Typisk forsøges der benyttet matematiske stærke værktøjer til at implementere modellerne. Der findes mange modeller både mht. netværks- og neuronopbygning.
Vi ved ikke (2007) hvordan biologiske neurale netværk lærer, trænes og virker. Det vides ikke hvordan en enkelt biologisk neuron virker - og neuroner kommer i flere hundreder varianter, og det vides heller ikke, hvad neuroner semantisk kommunikerer. Så modellerne har ikke så meget med virkelighedens neuroner at gøre, men på trods af det har man lavet kunstige neurale netværk, der er noget af det bedste til fx robust at klassificere input-mønstre.

## Modeller

### McCulloch-Pitts-neuronen
I en af de mest simple modeller for neuronopbygning, McCulloch-Pitts-neuronen, kan signalerne, en neuron kan udsende, kun antage to former: enten 1 eller 0. Det vil sige, enten udsender en neuron et signal, eller så gør den ikke. Dette udgående signal afhænger af summeringen af de indgående signaler, en neuron modtager fra andre neuroner, samt størrelsen på en tærskelværdi (en Heaviside trinfunktion af summeringen). I denne neuronmodel er det altså tærskelværdien, der ud fra inputtet bestemmer, om outputtet skal være 0 eller 1.
I andre og mere generelt anvendelige modeller for neuronopbygning end McCulloch-Pitts-neuronen, er inputtet fra hver neuron til en anden neuron vægtet og trinfunktionen er erstattet med en anden funktion, fx sigmoid-funktionen. I disse modeller er oplæring af netværket til en given opgave et vigtigt element. Oplæringen består i justering af vægtene f.eks. ved at vise netværket et inputmønster igen og igen, og ud fra en sammenholdning med netværkets output hertil og det ønskede output, udfører man en vægtjustering. Ved McCulloch-Pitts-neuronen antages det, at et netværk baseret på denne neuronmodel allerede er oplært, dvs. hér tærskelværdien allerede er indstillet til den givne opgave.
I 1959 blev neurocomputeren Mark I perceptronen konstrueret. Den byggede på McCulloch-Pitts neuronmodel, men i udvidet form, og kunne anvendes til tegngenkendelse. Generelt er kunstige neurale netværk gode til mønstergenkendelse samt klassifikation af disse og finder derfor anvendelse inden for datalogien. Neurale netværk har bl.a. været anvendt til matching af fingeraftryk, genkendelse af proteinstrukturer og endda til at styre en bil.

### Enkeltlags-perceptron
En enkeltlags-perceptron er et feedforward-netværk, hvilket indebærer, at intet output fra en neuron bruges som input til en neuron tidligere i netværket (Modsat et Hopfield-netværk eksempelvis).
En enkeltlags-perceptron er simpel at opbygge, da den kun har et input-lag (holdeplads for input-værdier) og et output-lag.
Enkeltlags-perceptronen kan kun modellere lineært adskillelige funktioner som de boolske and, or og not, hvorimod den ikke kan modellere en XOR-funktion, da den ikke er lineært adskillelig.

### Flerlags-perceptron
Som enkeltlags-perceptronen er flerlags-perceptronen et feedforward-netværk. I modsætning til enkeltlags-perceptronen har den tilføjet (minimum) et lag mellem inputlaget og outputlaget, der gør den i stand til at modellere enhver delmængde af Rn (Universelle approksimationsteorem).

## Aktiveringsfunktioner
Neuronerne i et neuralt netværk bruger forskellige aktiveringsfunktioner. Neuronens output er aktiveringsfunktionen af inputet.
{\displaystyle a_{l}=\sigma (w^{l}a^{l-1}+b^{l})}
I neuronlaget l er outputtet sigmoid, som er aktiveringsfunktionen, af summen af de vægtede inputneuroner plus en bias. Sigmoidfunktion er en ikke-lineær aktiveringsfunktion som har en funktionsværdi mellem 0 og 1, og defineres som følgende:
{\displaystyle \sigma ={\frac {1}{1+e^{-x}}}}
Ikke-lineære aktiveringsfunktionerne er vigtige for et neuralt netværk, da man ikke ville kunne træne et neuralt netværk til at efterligne ikke-linære-funktioner uden dem. Andre eksempler på aktiveringsfunktioner er:
| Navn                | Formel                                                                                         | Kommentar                                             |
| ------------------- | ---------------------------------------------------------------------------------------------- | ----------------------------------------------------- |
| Binær trin-funktion | {\displaystyle {\begin{cases}1&{\text{hvis }}x>0\\0&{\text{hvis }}x\leq 0\end{cases}}}         |                                                       |
| ReLU                | {\displaystyle {\begin{cases}x&{\text{hvis }}x\geq 0\\0&{\text{hvis }}x<0\end{cases}}}         |                                                       |
| utæt ReLU           | {\displaystyle {\begin{cases}x&{\text{hvis }}x\geq 0\\-k\cdot x&{\text{hvis }}x<0\end{cases}}} | konstanten k er ofte mindre end en og større end nul. |